# Militärputsch in Südvietnam 1960
Der Militärputsch in Südvietnam 1960 am 11. November 1960 war ein von rebellierenden Soldaten der Armee der Republik Vietnam (ARVN) unternommener Putschversuch gegen den damaligen Präsidenten von Südvietnam Ngô Đình Diệm. Er wurde von den Offizieren der vietnamesischen Luftlandedivision Oberstleutnant Vuong Van Dong und Oberst Nguyen Chanh Thi geleitet.
Die Revolte gegen den Präsidenten war in seinem autoritären Regierungsstil begründet, den sein Bruder Ngo Dinh Nhu und dessen Frau Madame Ngo Dinh Nhu maßgeblich beeinflussten. Der Putsch scheiterte, da er schlecht organisiert war und der Präsident ausreichend Zeit hatte, loyale Kräfte zur Hilfe zu rufen. Dem Großteil der Anführer gelang es nach dem Putschversuch nach Kambodscha zu flüchten, während den verbliebenen Verschwörern 1963 der Prozess gemacht wurde.

## Hintergründe

### Diệms Machtübernahme
Die gegen die Kolonialherren von Französisch-Indochina gesinnten Viet Minh unter Ho Chi Minh gewannen ab 1945 in Vietnam zunehmend an Einfluss. Nach der kommunistischen Machtübernahme durch die Augustrevolution lehnte Diệm es in seiner Rolle als Minister ab, sich der Regierung unter Ho Chi Minh anzuschließen und ging ins Exil in die Vereinigten Staaten. Diệm konnte dort als antikommunistischer und antikolonialistischer vietnamesischer Nationalist gute Kontakte zu einflussreichen Politikern knüpfen. Nach dem Ende des Indochina-Krieges und dem Abzug der französischen Truppen im Jahr 1954 konnten diese Politiker den amerikanischen Außenminister John Foster Dulles überzeugen, Diệm als Premierminister einzusetzen. Durch eine manipulierte Wahl machte Diệm sich 1955 zum Präsidenten und schaffte die Monarchie unter dem unbeliebten Kaiser Bảo Đại ab, der gesamtvietnamesische Wahlen verweigerte, weshalb die in der Indochinakonferenz vereinbarte Teilung Vietnams in den kommunistischen Norden und den kapitalistischen Süden entlang des 17. Breitengrads nach der Machtergreifung des früheren Premierministers Diệm vollzogen wurde.

### Weitere Entwicklung von Diệms Regierungsstil
Der Präsident festigte seine Machtposition danach weiter mit der Gründung zweier Geheimdienste, die einander bespitzelten, sowie der Besetzung einflussreicher Posten mit nahen Verwandten. Diệm ging nach seinem Regierungsantritt brutal gegen Kommunisten und andere vermeintliche oder tatsächliche politische Gegner vor. Unabhängigen Schätzungen zufolge wurden in den Jahren von 1955 bis 1957 rund 150.000 Personen inhaftiert und 12.000 Personen hingerichtet. Durch die Ablehnung einer von den USA für notwendig befundenen Bodenreform, Zwangsumsiedlungen der Landbevölkerung und einer katholischen Bekehrungskampagne, nach der alle Südvietnamesen zum römisch-katholischen Glauben konvertieren sollten, brachte der Präsident alle großen politischen Gruppen gegen sich auf. Oppositionellen Bestrebungen begegnete er mit Verhaftungen und Hinrichtungen. Seit der Teilung wurde die Rivalität zwischen dem Norden und dem Süden immer stärker. 1959 wurden erneut Kommunisten nach Südvietnam entsandt, die 1960 die Nationale Front für die Befreiung Südvietnams (NFL) gründeten, die als Widerstandsgruppe bewaffnete Aktionen in Südvietnam durchführte.

### Ursachen und Vorbereitungen
Den Putsch führte der 28-jährige Oberstleutnant Vuong Van Dong, der in der Fallschirmbrigade der ARVN diente, an. Dong war sehr unzufrieden mit dem autoritären Regierungsstil Diệms und dessen ständigen Eingriffen in militärische Angelegenheiten.
Der Schwager des Putschisten, Oberstleutnant Nguyen Trieu Hong, Chef der Ausbildungsabteilung an der Generalstabsakademie, unterstützte Dong gemeinsam mit seinem Onkel Hoang Co Thuy. Dieser war ein wohlhabender Anwalt aus Saigon und war seit dem Zweiten Weltkrieg politischer Aktivist.
Viele Offiziere der ARVN waren Mitglieder in anderen antikommunistischen Gruppen, die Opposition gegen Diệm ergriffen hatten. Beispiele für solche Oppositionsgruppen sind die Đại Việt Quốc dân Đảng (Nationalistische Partei von Großvietnam) und die Viet Nam Quoc Dan Dang (VNQDD – Nationalistische Partei Vietnams), die beide vor dem Zweiten Weltkrieg entstanden waren. Die VNQDD hatte mit Hilfe ihrer chinesischen Verbündeten, der Kuomintang, eine Militärakademie nahe der chinesischen Grenze betrieben.
Diệm und sein Familienclan hatten jedoch alle antikommunistischen nationalistischen Alternativen zerschlagen und seine Politisierung der Armee hatte sie ihm entfremdet. Diệm beförderte Offiziere eher nach Loyalität als nach militärischen Fähigkeiten und spielte ranghohe Offiziere gegeneinander aus, um ein Anfechten seiner Herrschaft durch Schwächung der Führungsebene zu unterbinden. Daher wurden Diệm-treue Offiziere, die der geheimen katholisch dominierten Can-Lao Partei angehörten, die Diệm zur Kontrolle der südvietnamesischen Gesellschaft einsetzte, mit Beförderungen belohnt.
Dongs Vorbereitungen, verärgerte Offiziere für den Umsturz zu rekrutieren, dauerten mehr als ein Jahr an. Unter den revoltierenden Offizieren war auch Dongs Kommandeur Oberst Nguyen Chanh Thi, der 1955 für Diệm gegen die organisierte Kriminellenvereinigung Bình Xuyên in der Schlacht um Saigon gekämpft hatte. Seine Leistung hatte den ewigen Junggesellen und Diktator Diệm so sehr beeindruckt, dass er Thi fortan als seinen Sohn bezeichnete. Die Amerikaner, die mit ihm zusammenarbeiteten, waren weniger beeindruckt. Die CIA beschrieb ihn als einen „Opportunisten ohne echte Überzeugungen“, ein US-Militärberater beschrieb Thi als „robust, skrupellos und furchtlos, aber dumm“.
Einige Monate vor dem Coup trafen Dong und Diệms Bruder und Berater Ngo Dinh Nhu, der vielerorts als Kopf des Regimes angesehen wurde, zusammen. Er bat Nhu um die Depolitisierung der Armee und Reformen. Nach Ende des Gespräches gab Dong bekannt, dass der Verlauf positiv gewesen sei und durchaus Hoffnung auf Verbesserungen bestünden. Einige Wochen später wurden Dong und die anderen Kollaborateure jedoch zu verschiedenen Einheiten versetzt und somit physisch getrennt. Aus Angst, dass Diệm und sein Bruder versuchten, die Putschpläne zu durchkreuzen, beschleunigten die Putschisten ihre Planungen und setzten den Termin des Putsches auf den 6. Oktober an. Es wurde jedoch ein Aufschub des Termins notwendig, da die Rebellen eingezogen wurden, um sich an den Kämpfen gegen die Kommunisten nahe Kontum im zentralen Hochland unter dem Kommando des II. Korps der ARVN zu beteiligen.
Der Putsch wurde mit der Hilfe von VNQDD- und Dai Viet-Mitgliedern, darunter Zivilisten und Offizieren, organisiert. Dong konnte ein Panzerregiment, eine Marineeinheit und drei Fallschirmjäger-Bataillone zur Unterstützung gewinnen. Die Operation sollte am 11. November um 11:00 Uhr anlaufen. Die Fallschirmjäger waren jedoch nicht richtig über die Pläne ihrer Offiziere informiert, da ihnen erzählt wurde, dass sie ins Gelände geschickt würden, um den Vietcong anzugreifen. Nachdem die Soldaten sich in Bewegung gesetzt hatten, behaupteten die Offiziere, die Garde des Präsidenten habe gegen Diệm gemeutert.

## Putsch
Am frühen Morgen des 11. November bestiegen drei Fallschirmjägerbataillone der Fallschirmbrigade der ARVN gepanzerte Fahrzeuge.
Die Putschisten hatten alle in Saigon stationierten Generäle unter Hausarrest gestellt, was bedeutete, dass Diệms Unterstützung von außerhalb der Stadt kommen musste. Unter den geplanten eingesperrten Generälen sollte auch der Stabschef der ARVN sein, jedoch wussten die Verschwörer nicht, dass er in ein anderes Haus gezogen war und so später Diệm zur Hilfe kommen konnte.
Obwohl die Rebellen bereits das Hauptquartier des vietnamesischen Generalstabes in der Luftwaffenbasis Tân Sơn Nhứt eingenommen hatten, gelang es ihnen nicht, die Straßen nach Saigon zu blockieren. Auch konnten sie Diệm nicht daran hindern, über die Telefonleitungen des Palastes loyale Einheiten zur Hilfe zu rufen.
Die abtrünnigen Fallschirmjäger stießen über die Haupteinfallsstraße von Saigon zum Unabhängigkeitspalast vor. Die Rebellen umstellten das Gelände und verzichteten zunächst – im Glauben, Diệm würde ihren Forderungen nachgeben – auf einen direkten Angriff. Der Führer der Aufständischen, Oberstleutnant Dong, versuchte dabei den lokalen US-Botschafter Elbridge Durbrow dafür zu gewinnen, Druck auf Diệm auszuüben. Trotz seiner eigenen kritischen Haltung zu Diệm und seiner Politik erläuterte Durbrow die Position der amerikanischen Regierung gemäß der Containment-Politik, die versuchte, den Kommunismus mit jedem verfügbaren Mittel einzudämmen, mit den Worten: „Wir unterstützen diese Regierung, bis sie versagt.“
Eine hohe Mauer, ein Zaun und einige Wachposten umgaben das Palastgelände und den Garten. Die meuternden Fallschirmjäger stiegen aus und brachten sich für einen Angriff auf das Haupttor in Stellung. Einige Rebellen stürmten vorwärts, andere eröffneten schweres Feuer auf die Vorderseite des Palastes. Diệm wurde dabei beinahe während der ersten Salven getötet, da ein Maschinengewehrprojektil der Rebellen, welches vom angrenzenden Justizpalast kam, Diệms Schlafzimmerfenster durchschlagen und das Bett des Präsidenten getroffen hatte, der nur kurz zuvor aufgestanden war.
Der erste Ansturm der Fallschirmsoldaten traf auf überraschend starke Gegenwehr. Es standen lediglich rund 30 bis 60 Präsidentengardisten zwischen Diệm und den Aufständischen, wobei die Verteidiger es schafften, den ersten Vorstoß abzuwehren. Dabei wurden sieben Rebellen getötet. Diese versuchten, über die Mauern zu klettern, um so zum Palast zu gelangen. Die Putschisten sperrten den Platz ab und feuerten weiter. Es trafen Fahrzeuge mit Verstärkungen ein und der Angriff wurde um 7:30 Uhr wieder aufgenommen. Die Präsidentengarde setzte ihren erbitterten Widerstand jedoch fort. Eine halbe Stunde später umkreisten fünf Panzerfahrzeuge der Rebellen den Palast. Sie feuerten auf die Sicherheitsposten und beschossen die Palastanlagen mit Mörsern. Die Feuergefechte ebbten gegen 10:30 Uhr ab. Währenddessen hatten die Rebellen die nationalen Polizeistützpunkte, Radio Saigon und die Kasernen der Präsidentengarde eingenommen. Die Rebellen erlitten jedoch ebenfalls einen Rückschlag, als Oberstleutnant Hong, Schwager des Verschwörers Dong, in den Gefechten um die Polizeistation fiel. Er hatte in seinem Jeep hinter der Frontlinie gesessen, als er von einem Querschläger getroffen wurde.
Diệm begab sich unterdessen in den Keller zu seinem Bruder und Berater Ngô Đình Nhu und dessen Frau Madame Ngo Dinh Nhu. Brigadegeneral Nguyễn Khánh, zu diesem Zeitpunkt Chef des Generalstabes der ARVN, kletterte über die Palastmauer, um Diệm während der Belagerung zu erreichen. Khanh lebte zu dieser Zeit im Stadtzentrum nahe dem Unabhängigkeitspalast und war durch den Schusswechsel geweckt worden. Der Generalstabschef machte sich nach seiner Ankunft im Präsidentenpalast daran, gemeinsam mit dem stellvertretenden Direktor der Zivil-Garde Ky Quan Liem die Gefechtshandlungen der Loyalisten und Verteidiger zu koordinieren.
Zu Tagesanbruch versammelten sich Zivilisten, die einen Regimeumsturz befürworteten, vor den Toren des Unabhängigkeitspalastes und ermutigen die Rebellen mit Bannern. Radio Saigon verlautete, dass ein „Revolutionsrat“ die Regierungsgeschäfte in Südvietnam übernommen hatte. Diệm erschien verloren, während viele in Saigon stationierte Soldaten sich den Aufständischen anschlossen. Laut Nguyen Thai Binh, einem politischen Rivalen Diệms, der ins Exil gehen musste, „hätte jeder andere als er kapituliert“. Die Rebellen zögerten jedoch, als sie ihren nächsten Schritt beschlossen.
Dong plädierte für die Nutzung der Möglichkeit eines Sturmes auf den Palast und der Gefangennahme von Diệm. Thi war auf der anderen Seite besorgt, dass Diệm bei einem Angriff ums Leben kommen könnte. Er hielt den Präsidenten, trotz seiner Unzulänglichkeiten, für den besten in Südvietnam verfügbaren Führer und glaubte, eine erzwungene Reform sei das beste Ergebnis. Was jedoch alle Rebellen einte, war der Ruf nach dem Rückzug von Diệms Bruder und seiner Frau aus der Regierung, obwohl sie sich uneinig waren, ob man sie hinrichten oder deportieren sollte.

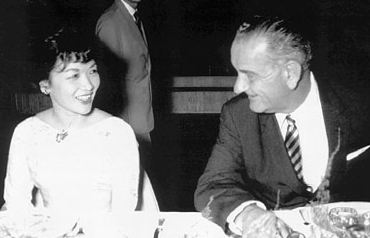
Die Rebellen verlangten den Rückzug von Madame Ngo Dinh Nhu von ihrer Position als First Lady.

Thi verlangte von Diệm, dass er einen Offizier als Premierminister einsetzen und Madame Nhu aus dem Palast entfernen lassen solle. Radio Saigon strahlte eine Rede aus, die von This Revolutionsrat genehmigt wurde, die behauptete, dass Diệm aufgrund von Korruption und Unterdrückung der Freiheit abgesetzt werde. Besorgt über den Aufstand entsandte Diệm seinen Privatsekretär Vo Van Hai, um mit den Führern der Aufständischen zu verhandeln. Am Nachmittag verließ der Stabschef der ARVN, Khanh, den Unabhängigkeitspalast, um mit den Rebellenoffizieren zusammenzutreffen und auf ihre Forderungen einzugehen. Die Verhandlungsführer der Rebellen waren Oberstleutnant Dong und Major Nguyen Huy Loi.
Die Putschisten nannten einseitig Brigadegeneral Le Van Kim, den Chef der Vietnamesischen Nationalen Militär-Akademie, der vorrangigen Offiziersschule des Landes in Da Lat, als neuen Premierminister. Kim war kein Can-Lao-Mitglied und wurde später, als Diệm die Kontrolle wiedergewonnen hatte, unter Hausarrest gestellt. Sie schlugen ebenfalls vor, dass Diệm den Chef der Streitkräfte, General Lê Văn Tỵ, zum Verteidigungsminister ernennen sollte. Diệm fragte Ty, der von den Drahtziehern des Putsches unter Hausarrest gestellt worden war, ob er sich hierzu bereiterklären würde, was dieser aber ablehnte.
Phan Quang Dan schloss sich den Rebellen an und fungierte als ihr Sprecher. Als prominentester Kritiker Diệms war Dan nachträglich von der Parlamentswahl 1959 ausgeschlossen worden, nachdem er seinen Sitz mit 6:1 Stimmen gewonnen hatte, obwohl Diệm Stimmenkäufe gegen ihn organisiert hatte. Er nannte politische Misswirtschaft des Krieges gegen den Vietcong und die Weigerung der Regierung, ihre politische Basis zu verbreitern, als Grund für die Revolte. Dan sprach auf Radio Vietnam und hielt eine Pressekonferenz ab. In der Zwischenzeit begann Thuy damit, eine Koalition politischer Parteien zu organisieren, die nach Diệms Sturz die Macht übernehmen sollte. Er hatte bereits die VNQDD, die Dai Viet und die religiösen Bewegungen Hoa Hao und Cao Dai hinter sich gebracht und suchte nach weiteren Unterstützern.
Khanh kehrte zum Palast zurück und teilte den Ngos die Ergebnisse seiner Besprechung mit den Rebellen mit. Er legte Diệm nahe, aufgrund der Forderungen der Rebellen und der vor dem Palast versammelten Protestierenden zurückzutreten. Madame Nhu wehrte sich gegen Diệms Bereitschaft, einem Übereinkommen über eine Machtteilung zuzustimmen, indem sie es als Vorsehung bezeichnete, dass Diệm und seine Familie das Land retteten. Madame Nhus aggressives Auftreten und ihre ständigen Aufforderungen an Khanh, anzugreifen, veranlassten den General damit zu drohen, den Palast zu verlassen. Diệm musste seine Schwägerin auffordern zu schweigen, damit Khanh beim Präsidenten blieb.
Während der Pattsituation hielt Durbrow zweideutig fest, dass die USA „es für von überragender Bedeutung für Vietnam und die Freie Welt [hielten], dass zum baldestmöglichen Zeitpunkt eine Einigung erzielt wird, damit weitergehende Spaltung und weiteres Blutvergießen unterbleibt, was eine fatale Schwächung der Fähigkeit Vietnams bedeuten würde, den Kommunisten zu widerstehen.“ Amerikanische Vertreter legten insgeheim beiden Seiten nahe, zu einer friedlichen Übereinkunft über eine Machtteilung zu kommen.

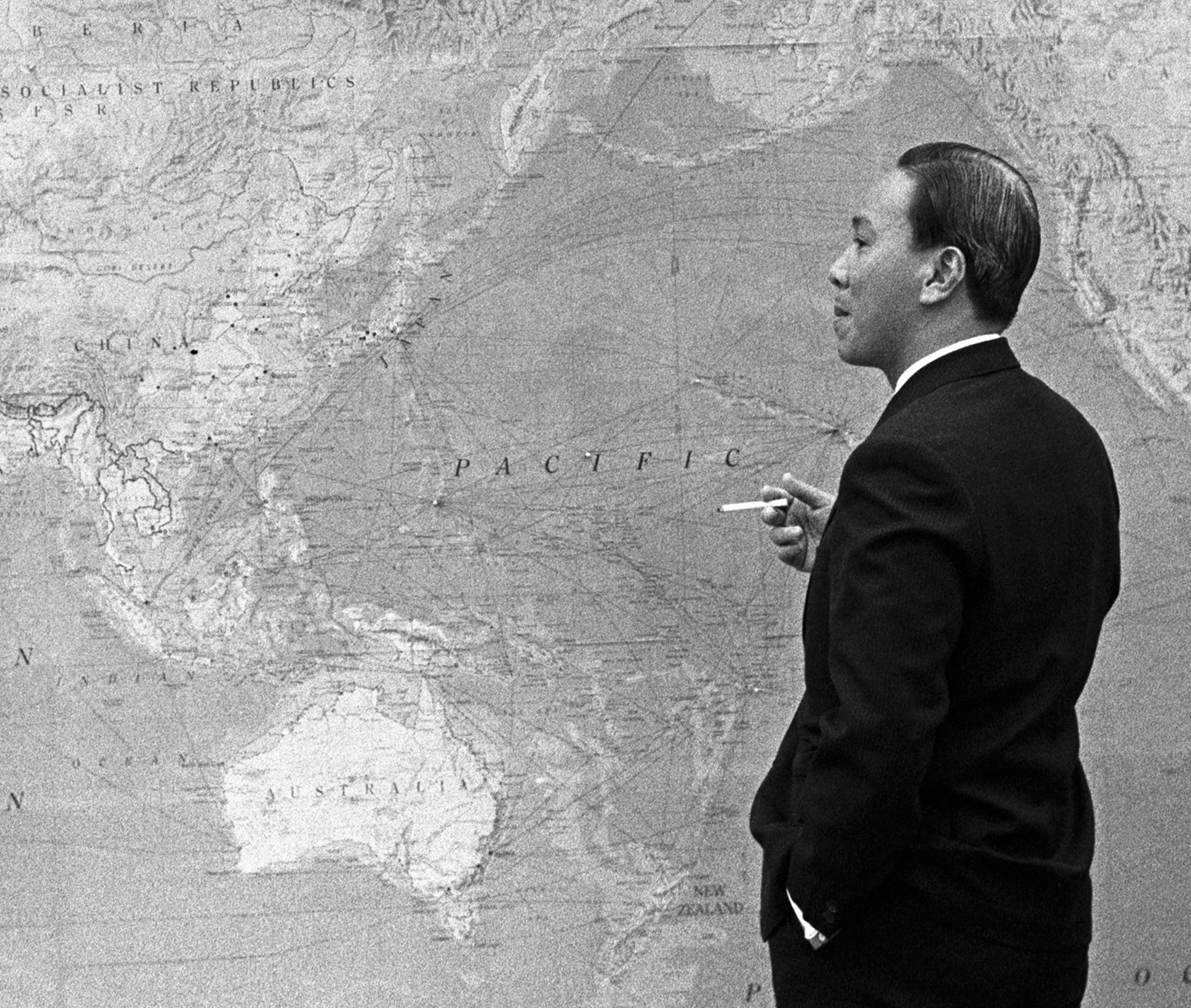
Die 5. Division von Oberst Nguyen Van Thieu (im Bild) war an der Rettung Diệms vor den Rebellen beteiligt.

In der Zwischenzeit erlaubten es die laufenden Verhandlungen den Loyalisten, Truppen nach Saigon zu bringen. Khanh benutzte die ihm verbleibenden Kommunikationsverbindungen, um hochrangige Offiziere außerhalb Saigons zu informieren. Die 5. Division unter dem Befehl des zukünftigen Präsidenten, Oberst Nguyễn Văn Thiệu, setzte Infanteriekräfte von Biên Hòa in Bewegung. Die 7. Division unter Oberst Tran Thien Khiem setzte Panzer des 2. Panzerbataillons von Mỹ Tho, einer Stadt im Mekong-Delta südlich von Saigon, in Marsch. Außerdem überzeugte Khanh Le Nguyen Khang, den Oberbefehlshaber des Marine-Korps, das 1. und 2. Marineinfanteriebataillon zu entsenden. Der stellvertretende Verteidigungsminister Nguyen Dinh Thuan rief Durbrow an und fragte ihn über seine Haltung in der bevorstehenden Auseinandersetzung zwischen Rebellen und Loyalisten. Durbrow sagte: „Ich hoffe, dass das Revolutionskomitee und Präsident Diệm zusammenrücken und sich über eine Zusammenarbeit einigen können, da ein Bürgerkrieg nur den Kommunisten nützen kann. Wenn die eine oder andere Seite Zugeständnisse machen muss, um eine Übereinkunft zu ermöglichen, wäre es nach meiner Meinung erstrebenswert, Einigkeit gegenüber den Kommunisten zu erreichen.“ Durbrow war besorgt, dass wenn er eine Seite über die andere bevorzugte und diese Seite verlor, die Vereinigten Staaten mit einem feindlich gesinnten Regime zusammenarbeiten müssten.
Diệm wies Khanh an, die Verhandlungen mit den Fallschirmjägern fortzusetzen und eine Annäherung zu suchen. Nachdem sie sich auf die Aufnahme förmlicher Verhandlungen geeinigt hatten, stimmten beide Seiten einem Waffenstillstand zu. In der Zwischenzeit bewegten sich loyalistische Truppen weiterhin auf die Hauptstadt zu, während die Rebellen Diệms Kapitulation im Radio vermeldeten, offenkundig um weitere Truppen für ihre Sache zu gewinnen. Diệm versprach, die Pressezensur abzuschaffen, die Wirtschaft zu liberalisieren und freie und gleiche Wahlen abzuhalten. Er weigerte sich, Nhu zu entlassen, stimmte aber zu, sein Kabinett aufzulösen und eine neue Regierung zu bilden, die Mitglieder des Revolutionsrats einschloss. In den frühen Morgenstunden des 12. November nahm Diệm eine Rede auf, in der er seine Zugeständnisse aufzählte und welche die Rebellen später auf Radio Saigon senden ließen.
Während die Rede gesendet wurde, näherten sich die zwei Infanteriedivisionen und unterstützende Panzerverbände dem Palast. Einige der in Saigon beheimateten Einheiten, die sich den Rebellen angeschlossen hatten, überzeugten sich, dass Diệm die Oberhand zurückgewonnen hatte, und wechselten zum zweiten Mal innerhalb von 48 Stunden die Seiten. Die Fallschirmjäger gerieten in die Unterzahl und wurden gezwungen, sich auf Defensivpositionen um ihr Hauptquartier zurückzuziehen, ein schnell errichtetes Lager in einem öffentlichen Park etwa einen Kilometer vom Palast entfernt. Nach einem kurzen aber gewalttätigen Gefecht, in dem etwa 400 Menschen starben, war die Rebellion zerschlagen. Unter den Toten befand sich eine große Zahl Zivilisten, die an Protesten gegen Diệm vor dem Palast teilgenommen hatten. Thi hatte sie dazu gebracht, einen Versuch zur Erstürmung des Palasts zu unternehmen, und 13 von ihnen wurden erschossen, als sie über die Mauern kletterten. Die übrigen Zivilisten flohen daraufhin.

## Folgen
Nach dem fehlgeschlagenen Putsch entkamen Dong, Thi und einige weitere hochrangige Offiziere der Putschisten nach Tan Son Nhut und bestiegen eine wartende Douglas DC-3/C-47, mit der sie nach Kambodscha flogen. Dort gewährte ihnen Prinz Sihanouk Asyl.
Diệm nahm seine Versprechen umgehend zurück und ließ Dutzende seiner Kritiker verhaften, darunter mehrere frühere Minister und einige der 18 Mitglieder der Caravelle-Gruppe, die in einem offenen Schreiben Reformen gefordert hatten. Eine der ersten Anordnungen Diệms nach der Wiederherstellung der Ordnung war die Festnahme Dans, der inhaftiert und gefoltert wurde.
In der Zeit nach dem Putsch gab Diệm Durbrow die Schuld für die aus seiner Sicht mangelhafte Unterstützung durch die USA, während sein Bruder Nhu den Botschafter zusätzlich beschuldigte, heimlich mit den Putschisten konspiriert zu haben. Durbrow wies dies zurück und sagte, er habe „zu 100% hinter Diệm gestanden.“ Im Mai 1961 sagte Nhu: „Als Wenigstes kann man sagen […] dass das State Department sich zwischen einer befreundeten Regierung und einer Gruppe Rebellen, die diese Regierung absetzen wollten, neutral verhielt […] und dass die offizielle Haltung der Amerikaner während des Putschs ganz und gar nicht die Haltung war, die der Präsident erwartet hätte.“ Durbrow bat Diệm darum, die restlichen Rebellenanführer nachsichtig zu behandeln und betonte ihm gegenüber die Notwendigkeit „alle Elemente [der politischen Meinung] des Landes zu vereinigen.“ Diệm lehnte dies jedoch kategorisch ab und wies die Aussagen des Botschafters ärgerlich zurück.

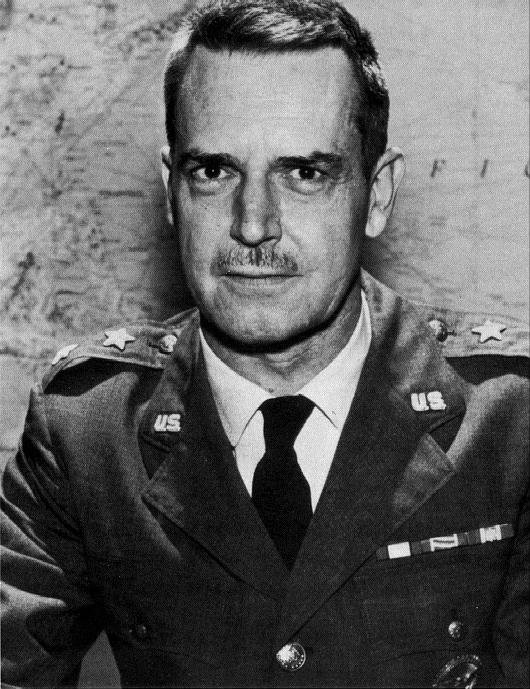
Oberst Lansdale (hier abgebildet als Generalmajor), ein CIA-Agent der mit Diệm früher zusammengearbeitet hatte, forderte die Abberufung des US-Botschafters in Saigon.

Das amerikanische Militärestablishment unterstützte Diệm nachhaltig. Oberst Edward Lansdale, ein CIA-Agent, der Diệm bei seiner Machtübernahme 1955 unterstützt hatte, machte sich über Durbrows Äußerungen lustig und rief die Eisenhower-Regierung auf, den Botschafter abzuberufen. Lansdale sagte, es sei „höchst zweifelhaft, ob Botschafter Durbrow noch über irgendeinen persönlichen Einfluss verfügt. Diệm muss glauben, dass Durbrow mit den Rebellen sympathisiert hat. Vielleicht glaubt er, dass Durbrows Äußerungen über die Monate dazu beigetragen haben, die Revolte auszulösen.“ Generalleutnant Lionel McGarr, der neue Kommandeur der Military Assistance Advisory Group, stimmte Lansdale zu. McGarr hatte während des Patts sowohl mit Rebellen- als auch Loyalisteneinheiten in Verbindung gestanden und die Niederschlagung des Putsches den „mutigen Handlungen Diệms in Verbindung mit der Loyalität und Vielseitigkeit der Kommandeure, die ihre Truppen nach Saigon geführt hatten“ zugeschrieben. McGarr führte weiter aus, dass „Diệm […] aus dieser schwierigen Prüfung in einer Position größerer Stärke und mit sichtbaren Beweisen starker Rückendeckung sowohl in den Streitkräften als auch der Zivilbevölkerung hervorgegangen [ist].“ General Lyman Lemnitzer, der Vorsitzende der Joint Chiefs of Staff sagte: „Wenn man aufständische Kräfte gegen sich hat, muss man mit Stärke handeln und darf seine Freunde nicht einschränken. Der wichtige Punkt ist, dass manchmal Blutvergießen nicht vermieden werden kann und dass der, der die Macht besitzt, entscheidend handeln muss.“
Diệm beschuldigte später zwei Amerikaner, George Carver und Russ Miller, in das Komplott verwickelt gewesen zu sein. Beide hatten sich während des Putschversuchs bei den Rebellenoffizieren aufgehalten. Durbrow hatte sie dorthin geschickt, um die Lage unter Beobachtung zu halten, aber Diệm war der Ansicht, sie hätten die Aufständischen ermuntern sollen. Später kam heraus, dass Carver freundschaftliche Beziehungen zu den Führern des Putsches unterhalten und nach dessen Niederschlagung die Evakuierung Thuys aus Südvietnam arrangiert hatte. Die Ngo-Brüder teilten den Amerikanern mit, dass sie die Deportierung Carvers wünschten, und wenig später erhielt dieser eine Morddrohung. Diese war angeblich von den Putschisten unterschrieben, die wütend waren, dass Carver sie im Stich gelassen hatte und die Amerikaner ihre Unterstützung für sie zurückgezogen hatten. Die Amerikaner verdächtigten Nhu, die Drohung verfasst zu haben, sagten aber den Ngos zu, Carver seiner eigenen Sicherheit wegen aus dem Land abzuziehen, und erlaubten es somit allen Seiten, das Gesicht zu wahren.
Der Graben zwischen den diplomatischen und militärischen amerikanischen Vertretern in Südvietnam begann sich zu verbreitern. Gleichzeitig setzte Durbrow seine Politik fort, Diệm zur Liberalisierung seines Regimes zu drängen. Durbrow sah den Putsch als Zeichen, dass Diệm unpopulär war, und da der Präsident nur unbedeutende Änderungen zuließ, signalisierte er Washington, dass es notwendig werden könnte ihn zu entfernen.
Diese Spannungen spiegelten sich auch im Verhältnis zwischen der ARVN und Diệm wider. Die Fallschirmjäger hatten als loyalste der ARVN-Einheiten gegolten, so dass Diệm seine Praxis der Beförderung nach Loyalität statt nach Fähigkeiten sogar noch verstärkte. Khiem wurde zum General befördert und zum Generalstabschef der Armee ernannt. Die Ngo-Brüder verdächtigten Khanh, da er zu leicht durch die Rebellenlinien gelangt sei. Khanhs Handlungen brachten ihm die Reputation ein, dem Präsidenten geholfen zu haben, aber er wurde später kritisiert, mit beiden Lagern sympathisiert zu haben. Die Kritiker gaben zu bedenken, Khanh habe positiv zu den Putschisten gestanden und habe sich erst gegen die Rebellen entschieden, als sich Diệms Sieg abzeichnete. Khanh wurde später als Kommandeur des II. Korps ins zentrale Hochland versetzt. General Duong Van Minh, der Diệm während der Belagerung nicht zu Hilfe gekommen und stattdessen zu Hause geblieben war, wurde degradiert. Während des Aufstands hatten die Putschisten Minh als Kandidaten für den Posten des Verteidigungsministers nominiert. Nachdem Diệm ihn kontaktiert hatte, lehnte Minh dieses Angebot ab. Minh gab als Begründung an, er würde zwar gern für Diệm auf dem Schlachtfeld kämpfen, sei aber weder an Politik interessiert noch dafür geeignet. Da Minh aber nichts zur Unterstützung des Präsidenten getan hatte, wurde er auf den Posten des Obersten Militärberaters abgeschoben, auf dem er weder über Einfluss noch Truppen verfügte. Auch mit dieser Maßnahme sollte die Gefahr einer Wiederholung des Putsches minimiert werden.

## Prozess
Der Prozess gegen die beschuldigten Putschisten fand Mitte 1963, mehr als zwei Jahre nach den Ereignissen, statt. Diệm setzte die Anhörungen inmitten der Buddhistenkrise an, was als Versuch interpretiert wurde, die Bevölkerung von weiteren Unmutsbekundungen abzuhalten. 19 Offiziere und 34 Zivilisten wurden der Verwicklung in den Putsch beschuldigt und vor das Sondermilitärgericht geladen.
Diệms Vertreter gaben den Amerikanern eine wenig verschleierte Warnung, sich nicht einzumischen. Der Chefankläger gab an, im Besitz von Dokumenten zu sein, die die Unterstützung einer ausländischen Macht für den Putsch bewiesen, sagte aber zugleich, dass er diese Nation nicht öffentlich bloßstellen könne. Später stellte sich in geheimen Verhandlungen heraus, dass er zwei Amerikaner direkt beschuldigte: George Carver, einen Mitarbeiter der Wirtschaftsdelegation United States Operations Mission, der sich später als CIA-Agent herausstellte, und Howard C. Elting, der als stellvertretender Leiter der amerikanischen Botschaft in Saigon beschrieben wurde.
Einer der prominenten Zivilisten, die vor das Militärtribunal geladen wurden, war ein bekannter Schriftsteller, der unter dem Pseudonym Nhat Linh schrieb. Es handelte sich dabei um den Führer der VNQDD, Nguyen Tuong Tam, der 1946 kurzzeitig Ho Chi Minhs Außenminister gewesen war. Tam hatte damals seinen Posten aufgegeben, als er die vietnamesische Delegation bei der Konferenz von Fontainebleau führen und dort Zugeständnisse an die Union française aushandeln sollte. In den 30 Monaten seit dem fehlgeschlagenen Putsch hatte die Polizei die gegen Tam auftauchenden Verschwörungsgerüchte nicht ernst genug genommen, um ihn zu verhaften, aber sobald er von dem bevorstehenden Prozess erfuhr, beging er Suizid durch Einnahme von Cyanid. Er hinterließ einen Abschiedsbrief, in dem er schrieb: „Ich nehme mir das Leben auch als Warnung an jene, die auf allen Freiheiten herumtrampeln“, womit er an den Mönch Thích Quảng Đức erinnerte, der sich kurz zuvor aus Protest gegen die Buddhistenverfolgungen Diệms selbst verbrannt hatte. Tams Selbstmord rief gemischte Reaktionen hervor. Während manche Beobachter ihn als Bekräftigung der vietnamesischen Tradition den Tod über die Erniedrigung zu wählen werteten, verwarfen einige VNQDD-Mitglieder Tams Handlung als romantisch und sentimental.
Der kurze Prozess begann am 8. Juli 1963. Die sieben Offiziere und zwei Zivilisten, die nach dem Putsch aus dem Land geflohen waren, wurden in Abwesenheit zum Tode verurteilt. Fünf Offiziere wurden freigesprochen, die übrigen wurde zu Haftstrafen zwischen fünf und zehn Jahren verurteilt. Ein weiterer VNQDD-Führer, Vu Hong Khanh, erhielt sechs Jahre Gefängnis. Der frühere Minister Diệms Phan Khắc Sửu wurde zu acht Jahren verurteilt, hauptsächlich weil er den Reformaufruf der Caravelle-Gruppe mit unterschrieben hatte. Der Sprecher der Rebellen Dan erhielt sieben Jahre Haft. 14 der Zivilisten wurden ebenfalls freigesprochen, darunter Tam.
Die zu Haftstrafen Verurteilten wurden nach dem gelungenen Putsch gegen Diệm vom November 1963, bei dem dieser ermordet wurde, wieder freigelassen. Am 8. November entließ die Militärjunta politische Gegner Diệms, die auf der Insel Poulo Condore inhaftiert gewesen waren. Dan wurde mit Girlanden behangen zum Militärhauptquartier geführt. Am 10. November wurde Suu entlassen und von einer großen Menge am Rathaus begrüßt. Suu diente später für kurze Zeit als Präsident und Dan war zeitweilig Vizepremierminister. Thi kehrte nach Vietnam zurück und nahm seinen Dienst bei der ARVN wieder auf.